# Объект управления
Объект управления — обобщающий термин кибернетики и теории автоматического управления, обозначающий устройство или динамический процесс, управление поведением которого является целью создания системы автоматического управления.
Ключевым моментом теории является создание математической модели, описывающей поведение объекта управления в зависимости от его состояния, управляющих воздействий и возможных возмущений (помех). Формальная математическая близость математических моделей, относящихся к объектам различной физической природы, позволяет использовать математическую теорию управления вне её связи с конкретными реализациями, а также классифицировать системы управления по формальным математическим признакам (например, линейные и нелинейные).
В теории автоматического управления считается, что управляющее воздействие на объект управления оказывает устройство управления. В реальных системах устройство управления интегрировано с объектом управления, поэтому для результативной теории важно точно определить границу между этими звеньями одной цепи. Например, при проектировании системы управления самолётом, считается, что устройство управления рассчитывает углы отклонения рулей, а математическая модель самолёта как объекта управления, должна, с учётом этих углов, определять координаты центра масс и угловое положение самолёта. Уравнения аэродинамики весьма сложные в общем виде, но в ряде случаев могут быть упрощены путём линеаризации, позволяя создать линеаризованную модель системы управления.

## Объект управления втехнической системе[1]
В каждой технической системе (ТС) существует функциональная часть — объект управления (ОУ). Функции ОУ ТС заключаются в восприятии управляющих воздействий (УВ) и изменении в соответствии с ними своего технического состояния (далее — состояния). ОУ ТС не выполняет функций принятия решений, то есть не формирует и не выбирает альтернативы своего поведения, а только реагирует на внешние (управляющие и возмущающие) воздействия, изменяя свои состояния предопределенным его конструкцией образом.
Объекты управления ТС состоят из двух функциональных частей — сенсорной и исполнительной.
Сенсорная часть образована совокупностью технических устройств, непосредственной причиной изменения состояний каждого из которых является соответствующие ему и предназначенные для этого управляющие воздействия. Примеры сенсорных устройств: выключатели, переключатели, задвижки, заслонки, датчики и другие подобные им по функциональному назначению устройства управления техническими системами.
Исполнительная часть образована совокупностью материальных объектов, все или отдельные комбинации состояний которых рассматриваются в качестве целевых состояний технической системы, в которых она способна самостоятельно выполнять предусмотренные её конструкцией потребительские функции. Непосредственной причиной изменения состояний исполнительной части ТС (ОУ ТС) являются изменения состояний её сенсорной части.

## Классификация промышленных объектов управления
Согласно теории автоматического управления классифицировать ОУ можно по разным признакам.
По характеру протекания технологических процессов разделяют на:
- циклические,
- непрерывно-циклические,
- непрерывные.

По характеру установившегося значения выходной величины объекта при действии на него и его вход ступенчатого сигнала, объекты бывают:
- с самовыравниванием
- без самовыравнивания.

По количеству входных и выходных величин и их взаимосвязи классифицируются как:
- одномерные
- многомерные.

Важной характеристикой объекта управления являются статические характеристики, которые устанавливают связь между установившимися значениями входа и выхода объекта.
По виду статических характеристик объекты делятся на линейные и нелинейные.
Объекты также могут быть стационарные и нестационарные. В нестационарных объектах параметры изменяются с течением времени, то есть дрейфуют. Такие явления должны учитываться при проектировании соответствующих систем управления.